# 55-та Премія мистецтв Пексан
55-та Церемонія Премії мистецтв Пексан (кор. 제55회 백상예술대상) — відбулася в Сеулі (Зала D, COEX) 3 травня 2019 року. Транслювалася на телеканалі jTBC. Ведучими були Сін Тон Йоп, Пе Сюзі та Пак Бо Гом.

## Номінанти та переможці
Повний список номінантів та переможців. Переможці виділені жирним шрифтом та подвійним хрестиком ().

### Кіно
| Тесан (Велика нагорода) - Чон У Сон (актор) — «Невинний свідок» - «Екстримальна робота» (фільм) - Лі Сонмін (актор) — «Шпигун пішов на північ» - Рю Синньон (актор) — «Екстримальна робота»                                                                                   | Найкращий фільм - «Шпигун пішов на північ» - «Міс Пек» - «Спалення» - «Сваха: Шостий палець» - «Латентна злочинність» |
| Найкраща режисерська робота - Кан Хьон Чхоль — «Діти свінгу» - Юн Чон Бін — «Шпигун пішов на північ» - Лі Чхан Дон — «Спалення» - Лі Хе Йон — «Віруючий» - Чан Че Хьон — «Сваха: Шостий палець»                                                                               | Найкращий режисерський дебют - Лі Чі Вон — «Міс Пек» - Кім Ий Сок — «Після моєї смерті» - Сін Тон Сок — «Остання дитина» - Лі Сок Ґин — «У день твого весілля» - Лі Чон Он — «День народження»                                                                                       |
| Найкраща чоловіча роль - Лі Сон Мін — «Шпигун пішов на північ» як Рі Мьон Ун - Рю Син Рьон — «Екстримальна робота» як Шеф Ко - Ю А Ін — «Спалення» як Лі Чон Су - Чон У Сон — «Невинний свідок» як Сун Хо - Чу Чі Хун — «Латентна злочинність» як Кан Тхе О                   | Найкраща жіноча роль - Хан Чі Мін — «Міс Пек» як Пек Сан А - Ко А Сон — «Опір» як Ю Кван Сун - Кім Хян Ґі — «Невинний свідок» як Чі У - Кім Хє Су — «Дефолт» як Хан Сі Хьон - Кім Хі Е — «Їїсторія» як Мун Чон Сук                                                                   |
| Найкраща чоловіча роль другого плану - Кім Чу Хьок — «Віруючий» як Чін Ха Рім - Пак Хе Джун — «Віруючий» як Сон Чхан - Стівен Йон — «Спалення» як Бен - Чо У Джін — «Король наркотиків» як Чо Сон Кан - Чін Сон Ґю — «Екстримальна робота» як Детектив Ма                     | Найкраща жіноча роль другого плану - Квон Со Хьон — «Міс Пек» як Чу Мі Ґьон - Йом Хє Ран — «Невинний свідок» як Мі Ран - Лі Ха Ні — «Екстримальна робота» як Детективка Чан - Чо Мін Су — «Відьма. Частина 1: Диверсія» як Докторка Пек - Чін Со Йон — «Віруючий» як По Рьон         |
| Найкращий акторський дебют (чоловіки) - Кім Йон Ґван — «У день твого весілля» як Хван У Йон - Кон Мьон — «Екстримальна робота» як Детектив Че Хун - Кім Мін Хо — «Діти свінгу» як Сяо Пан - Нам Чу Хьок — «Велика битва» як Са Муль - Сон Сок Ґу — «Дорожньо-аварійний загін» | Найкращий акторський дебют (жінки) - Лі Че Ін — «Сваха: Шостий палець» як Ким Хва - Кім Да Мі — «Відьма. Частина 1: Диверсія» як Ча Юн - Лі Чу Йон — «Віруючий» як Чу Йон - Чон Йо Бін — «Після моєї смерті» як Йон Хі - Чон Чон Со — «Спалення» як Сін Хе Мі                        |
| Найкращий сценарій - Квак Кьон Тхек, Кім Тхе Ґьон — «Латентна злочинність» - Квон Сон Хві, Юн Чон Бін — «Шпигун пішов на північ» - Лі Хан, Мун Чі Вон — «Невинний свідок» - Пе Се Йон — «Екстримальна робота» - Лі Чі Вон — «Міс Пек»                                         | Технічна нагорода - Хон Кьон Пхьо (операторська робота) — «Спалення» - Кім Чун Сок (музика) — «Діти свінгу» - Пак Іль Хьон (робота артдиректора) — «Шпигун пішов на північ» - Ян Чін Мо (монтаж) — «Віруючий» - Чін Чон Хьон (візуальні ефекти) — «Разом із богами: Останні 49 днів» |

### Телебачення
| Тесан (Велика нагорода) - Кім Хє Джа (акторка) — «Світло у твоїх очах» | |
| Найкращий серіал - «Мій Аджоссі» (tvN) - «Світло у твоїх очах» (JTBC) - «Містер Саншайн» (tvN) - «Діти від нікого» (MBC) - «Замок SKY» (JTBC) | Найкраща режисерська робота - Чо Хьон Тхак — «Замок SKY» - Кім Сок Юн — «Світло у твоїх очах» - Кім Вон Сок — «Мій Аджоссі» - Ан Кіль Хо — «Спогади про Альгамбру» - Лі Ин Бок — «Містер Саншайн» |
| Найкраща розважальна програма - «Погляд, що все знає та заважає» (MBC) - «Ресторан Пек Чон Вона у провулку» (SBS) - «Я живу один» (MBC) - «Вітаю, перший раз у Кореї?» (MBC) - «Концерт жартів» (tvN)                                                                                          | Найкраща освітня програма - «Журналістське розмовне шоу J» (KBS) - «Бенкет на дорозі» (KBS) - «У центрі уваги з Лі Кю Йон — 5.18 Таємний агент» (JTBC) - «Спеціальна документалка 88/18 про 30-літній ювілей Сеульських олімпійських ігор» (KBS) - «Записник продюсера: Покійна Чан Ча Йон» (MBC)                 |
| Найкраща чоловіча роль - Лі Бьон Хон — «Містер Саншайн» як Чхве Ю Джін/Юджін Чхве - Кім Нам Ґіль — «Запальний священик» як Кім Хе Іль - Йо Чін Ку — «Коронований паяц» як Ха Сон, паяц/Лі Хон, ван - Лі Сон Ґюн — «Мій Аджоссі» як Пак Тон Хун - Хьон Бін — «Спогади про Альгамбру» як Ю Чін У | Найкраща жіноча роль - Йом Чон А — «Замок SKY» як Хан Со Джін/Квак Мі Хян - Кім Со Хьон — «Замок SKY» як Кім Чу Йон - Кім Тхе Рі — «Містер Саншайн» як Ко Е Сін - Кім Хє Джа — «Світло у твоїх очах» як Кім Хє Джа - Лі Чі Ин — «Мій Аджоссі» як Лі Чі Ан                                                         |
| Найкраща чоловіча роль другого плану - Кім Пьон Чхоль — «Замок SKY» як Чха Мін Хьок - Кім Сан Ґьон — «Коронований паяц» як Лі Кю (Хаксан) - Пе Сон У — «Життя» як О Ян Чхон - Сон Хо Джун — «Світло у твоїх очах» як Кім Йон Су - Ю Йон Сок — «Містер Саншайн» як Ку Тон Ме/Ішіда Шьо          | Найкраща жіноча роль другого плану - Лі Чон Ин — «Світло у твоїх очах» як Му Чон Ин - Кім Мін Чон — «Містер Саншайн» як Лі Ян Хва/Кудо Хіна - О На Ра — «Мій Аджоссі» як Чон Чон Хі - Юн Се А — «Замок SKY» як Но Син Хє - Лі Та Хі — «Краса всередині» як Кан Са Ра                                              |
| Найкращий акторський дебют (чоловіки) - Чан Кі Йон — «Прийди та обійми мене» як Чхе То Джін - Пак Сонхун — «Мій єдиний» як Чан Ко Ре - Пак Хун — «Спогади про Альгамбру» як Чха Хьон Сок - Сон Сок Ґу — «Шлюбний хаос» як Лі Чан Хьон - Ві Ха Чжун — «Романтичний додаток» як Чі Со Джун       | Найкращий акторський дебют (жінки) - Кім Хє Юн — «Замок SKY» як Кан Є Со - Квон На Ра — «Мій Аджоссі» як Чхве Ю Ра - Пак Се Ван — «Просто танцюй» як Кім Сі Ин - Соль Ін А — «Завтра знову сонячно» як Кан Ха Ні - Лі Соль — «Менше ніж зло» як Ин Сон Дже                                                        |
| Найкращий учасник розважальної програми - Чон Хьон Му — «Я живу один» - Мун Се Юн — «Смачні хлопці» - Сін Тон Йоп — «Мій маленький старий хлопчик» - Ян Се Хьон — «Господар у будинку» - Ю Пьон Дже — «Погляд, що все знає та заважає»                                                         | Найкраща учасниця розважальної програми - Лі Йон Дже — «Погляд, що все знає та заважає» - Кім Мін Ґьон — «Смачні хлопці» - Кім Сук — «Їже, будьте здоровими» - Пак На Ре — «Я живу один» - Чан То Йон — «Велика комедійна ліга»                                                                                   |
| Найкращий сценарій - Пак Хе Йон — «Мій Аджоссі» - Лі Нам Ґю, Кім Су Джін — «Світло у твоїх очах» - Кім Ин Сук — «Містер Саншайн» - То Хьон Джон — «Діти від нікого» - Ю Хьон Мі — «Замок SKY»                                                                                                  | Технічна нагорода - Пак Сон Джін (візуальні ефекти) — «Спогади про Альгамбру» - Кім Со Йон (робота артдиректора) — «Містер Саншайн» - Кім Йон, Чон Чун У (операторська робота) — «Травень, Початки цивілізації» - О Че Хон (операторська робота) — «Замок SKY» - Лі Йон Соп (візуальні ефекти) — «Містер Саншайн» |

### Особливі нагороди
| Нагороди                                       | Отримувач                                             |
| ---------------------------------------------- | ----------------------------------------------------- |
| Найкраща коротка п'єса                         | Сон Су Йон — «Акторка 1: Національна акторка-робот 1» |
| Нагорода за популярність (чоловіки) від V Live | D.O.                                                  |
| Нагорода за популярність (жінки) від V Live    | Лі Чі Ин                                              |
| Нагорода «Ікона Bazaar»                        | Кім Хє Сон                                            |

## Виступи
| Виконавець | Виступ                                    | Прим.  |
| ---------- | ----------------------------------------- | ------ |
| Рю Чу Йоль | Монолог про 100 років кінематографу Кореї | [ 10 ] |
| Jannabi    | «봉우리» співака Кім Мін Ґі               | [ 10 ] |